# Tour de Langkawi 2008
Die 13. Tour de Langkawi fand vom 9. bis zum 17. Februar 2008 statt. Das Radrennen wurde in neun Etappen über eine Distanz von 1.387,6 Kilometern ausgetragen. Es ist Teil der UCI Asia Tour und ist in die Kategorie 2.HC eingestuft.

## Etappen
| Etappe    | Tag         | Start – Ziel                              | km    | Etappensieger   | Führender       |
| --------- | ----------- | ----------------------------------------- | ----- | --------------- | --------------- |
| 1. Etappe | 9. Februar  | Alor Star – Kepala Batas                  | 182,9 | Matthieu Sprick | Matthieu Sprick |
| 2. Etappe | 10. Februar | Butterworth – Sitiawan                    | 159,7 | Jeremy Hunt     | Matthieu Sprick |
| 3. Etappe | 11. Februar | Sitiawan – Banting                        | 209,4 | Won Jae Lee     | Matthieu Sprick |
| 4. Etappe | 12. Februar | Port Dickson – Batu Pahat                 | 175,5 | Danilo Hondo    | Matthieu Sprick |
| 5. Etappe | 13. Februar | Johor Bahru – Bandar Penawar              | 143,1 | Alberto Loddo   | Matthieu Sprick |
| 6. Etappe | 14. Februar | Bandar Penawar – Kuala Rompin             | 182,0 | José Serpa      | Matthieu Sprick |
| 7. Etappe | 15. Februar | Kuala Rompin – Kuantan                    | 127,6 | Alexandre Usov  | Mitchell Docker |
| 8. Etappe | 16. Februar | Temerloh – Fraser’s Hill                  | 127,0 | Filippo Savini  | Ruslan Iwanow   |
| 9. Etappe | 17. Februar | Kuala Lumpur – Merdeka Square (Kriterium) | 80,4  | Mauro Richeze   | Ruslan Iwanow   |

Die achte Etappe sollte ursprünglich von Maran zu den Genting Highlands führen.

## Teams
ProTour
- Ag2r La Mondiale
- Bouygues Télécom
- Crédit Agricole

Professional Continental Team
- CSF Group-Navigare
- Karpin Galicia
- NGC Medical-OTC Industria Porte
- Serramenti PVC Diquigiovanni
- Skil-Shimano
- Tinkoff Credit Systems

Continental Team
- Azad University
- Drapac Porsche
- Giant Asia Racing Team
- Letua Cycling Team
- Meitan Hompo-GDR
- MNCF Cycling Team
- Polygon Sweet Nice
- Seoul Cycling
- Southaustralia.com-AIS
- Team Ista
- Team Type 1
- Trek-Marco Polo

Nationalmannschaft
- Hongkong
- Malaysia
- Neuseeland
- Südafrika